# Colin Corrigan
Colin Corrigan (Edmonton, 7 juli 1971) is een Canadees acteur.

## Filmografie
Uitgezonderd eenmalige gastrollen.
- The Predator (2018) als Emily's House Merc
- Skyscraper (2018) als Windbreaker Man
- Death Note (2017) als agent
- Battlestar Galactica: Blood & Chrome (2012) als Allan Nowart
- Blood: A Butcher's Tale (2010) als slager
- The Killing Machine (2010) als Vlad
- Battlestar Galactica: The Plan (2009) als Allan Nowart
- Battlestar Galactica (2007-2009) als Allan Nowart
- Operation: Sunrise (2008) als Robert Mulvaney
- Stargate Atlantis (2004-2008) als Rivers
- Stargate SG-1 (2003-2006) als militair
- The Chronicles of Riddick (2004) als officier
- The Survivors Club (2004) als gevangene
- Jeremiah (2002) als kale man